# Nirmali
Nirmali é um cidade no distrito de Supaul, no estado indiano de Bihar.

## Geografia
Nirmali está localizada a 26° 19′ N, 86° 35′ L. Tem uma altitude média de 59 metros (193 pés).

## Demografia
Segundo o censo de 2001, Nirmali tinha uma população de 16.144 habitantes. Os indivíduos do sexo masculino constituem 53% da população e os do sexo feminino 47%. Nirmali tem uma taxa de literacia de 45%, inferior à média nacional de 59,5%: a literacia no sexo masculino é de 57% e no sexo feminino é de 31%. Em Nirmali, 18% da população está abaixo dos 6 anos de idade.